# 카트리오나 그레이
카트리오나 그레이(Catriona Gray, 1994년 1월 6일 ~ )는 필리핀, 오스트레일리아의 텔레비전 사회자, 가수, 모델, 배우, 미인 대회 우승자이다. 2018 미스 유니버스에서 필리핀 대표로 참가하여 우승을 차지했으며, 미스 유니버스 참가 이전에는 2016 미스 월드에 필리핀 대표로 참가해 최종 5위를 한 이력이 있다.

## 같이 보기
- 글로리아 디아스
- 피아 워츠바흐